# 하파에우 마르치뉴
하파에우 마르치뉴 아우베스 지 리마(포르투갈어: Raphael Martinho Alves de Lima, 1981년 3월 26일 ~ )는 하파에우 마르치뉴라고 불리는 미드필더로 뛰는 브라질의 축구 선수이다.